# Echinozone spinosa
Echinozone spinosa är en kräftdjursart som beskrevs av Hodgson 1902. Echinozone spinosa ingår i släktet Echinozone och familjen Munnopsidae. Inga underarter finns listade i Catalogue of Life.